# Philip Mark
Philip Mark (auch Marc) († um 123 oder 1234) war ein aus Frankreich stammender Beamter im Dienst der englischen Könige Johann Ohneland und Heinrich III. Er könnte das Vorbild für die Figur des Sheriffs von Nottingham der Robin-Hood-Legenden gewesen sein.

## Herkunft
Philip Mark stammte vermutlich aus der Touraine in Frankreich, das bis zu Beginn des 13. Jahrhunderts zum angevinischen Reich gehörte. Ob er adliger Abstammung war, ist umstritten. Möglicherweise entstammte er der Familie Marques, den Herren von Chenonceaux oder war eng verwandt mit Engelard de Cigogné. Nach der Eroberung der Touraine im Französisch-Englischen Krieg ab 1202 emigrierte Mark wohl um 1204 zusammen mit seinen Brüdern und anderen Verwandten nach England.

## Aufstieg unter Johann Ohneland
Bereits 1208 wollte König Johann Ohneland ihn zum Sheriff von Nottingham ernennen, doch wurde diese Anordnung aus unbekannten Gründen zunächst verschoben. Erst im folgenden Jahr wurde er dann zum Constable von Nottingham Castle und zum Sheriff von Nottingham ernannt. Damit war Mark zum führenden königlichen Beamten für Nottinghamshire und Derbyshire aufgestiegen. Mehrfach besuchte der König Nottingham Castle, und häufig vertraute er Mark umfangreiche Geldsummen zur Aufbewahrung an. Im Sommer 1211 musste Mark Vorräte und Ausrüstung für den zweiten Feldzug von Johann nach Wales senden. Mark unterstützte den König auch gegen die Adelsopposition, die den König 1215 zur Anerkennung der Magna Carta zwang. Als sogenannter Ausländer war Mark den oppositionellen Baronen so verhasst, dass sie im Artikel 50 der Magna Carta namentlich seine Entlassung aus dem Dienst des Königs forderten. Der König kam dieser Forderung der Barone jedoch nicht nach, sondern beließ Mark im Amt. Während des kurz darauf beginnenden Ersten Kriegs der Barone sicherte er Nottingham und die umgebenden Midlands für den König.

## Dienst und Sturz unter HeinrichIII.
Nach dem Tod von König Johann im Oktober 1216 unterstützte Mark weiter den Regentschaftsrat, der für den minderjährigen Heinrich III. die Regierung führte. 1217 nahm er an der Belagerung von Mountsorrel Castle teil. In Nottinghamshire und Derbyshire herrschte er jedoch weitgehend autark und bereicherte sich dabei auch selbst. Aufgrund des Bürgerkriegs blieb dem Regentschaftsrat zunächst aber keine andere Wahl, als Mark bis zur Volljährigkeit des Königs im Amt zu belassen. Nach dem Ende des Kriegs der Barone im September 1217 war Mark als regionaler Machthaber zu mächtig geworden, als dass ihn der Regentschaftsrat ohne Schwierigkeiten entlassen konnte. 1220 konnte die Regierung nach Beschwerden aus der Bevölkerung ihn nur ermahnen, die Anzahl seiner Forstaufseher zu reduzieren. Roger de Montbegon, einer der ehemals führenden Rebellen gegen König Johann, forderte seit 1217 die Rückgabe von drei Gütern, die Mark besetzt hielt. Im April 1220 verneinte das von Mark beeinflusste Gericht in Nottingham Montbegons Ansprüche, und erst nach Intervention der Regierung war Mark schließlich gezwungen, die Güter zu übergeben. Mit dem Earl of Derby stritt Mark über den Besitz des Gutes von Melbourne in Derbyshire. Andererseits unterstützte Mark 1220 und 1221 den Regentschaftsrat bei der Niederschlagung der Revolte von William de Forz. Mit der steigenden Macht der Regierung musste jedoch auch Mark wie andere Beamte und Barone Güter wieder der Krone übergeben, die er seit dem Bürgerkrieg besetzt hielt. Im Juni 1222 übergab er Derby, Edwinstone, Ragnall und Carlton wieder der Krone.
Erst am 28. Dezember 1224 wurde Mark als Sheriff und Constable durch Ralph fitz Nicholas, einem Ritter des königlichen Haushalts abgelöst. Im Februar 1225 übergab ihm Heinrich III. Melbourne und weitere Besitzungen in Derbyshire. Nach seinem Tod fielen seine Besitzungen wieder an den König.

## Familie und Nachkommen
Mark war verheiratet, doch der Name seiner Frau ist unbekannt. Mit ihr hatte er mindestens eine Tochter, Annora, die er mit Matthew Hathersage – einem Ritter aus Nottinghamshire – verheiratete.